# Simone Motta
Simone Motta (Udine, 26 agosto 1977) è un allenatore di calcio ed ex calciatore italiano, di ruolo attaccante, tecnico della formazione Primavera del Pordenone.

## Carriera

### Giocatore
Cresce nell'Udinese con cui non riesce ad esordire in prima squadra. Nel 1996-1997 trascorre la prima vera stagione tra i professionisti giocando con il Valdagno nella Serie C2 1996-1997, edizione in cui segna due gol. La formazione biancoceleste si classifica ultima e retrocede, prima di fondersi con il Thiene.
Nell'estate 1997 si trasferisce al Pordenone in Serie D (all'epoca denominata Campionato Nazionale Dilettanti), con cui nella stagione 1997-1998 colleziona 21 presenze e 7 gol. Rimane in neroverde anche nella stagione successiva, mettendo a referto 8 presenze e 1 gol nella prima parte del campionato, per poi passare nel gennaio 1999 al Santa Lucia (Serie D), dove segna 10 gol in 24 incontri. Rientrato al Pordenone per il campionato 1999-2000, si mette in luce con 17 reti in 36 presenze.
Nel 2000-2001 torna tra i professionisti con il passaggio al Südtirol, neopromosso in Serie C2, dove al primo anno con gli altoatesini realizza 16 reti in 25 presenze. Nella stagione successiva conferma la propria vena realizzativa, andando a segno 14 volte in 30 partite.

Motta e Simone Pepe al Teramo nel 2002-2003

Ingaggiato dal Teramo in terza serie, Motta nell'unico suo anno in Abruzzo si mette ancor più in mostra, imponendosi come capocannoniere della Serie C1 2002-2003 con 23 centri in 31 presenze. Insieme a Simone Pepe forma una coppia da 33 gol in due che contribuiscono al quarto posto in classifica della squadra che arriva alle semifinali play-off.
Le sue prestazioni attirano l'attenzione dei dirigenti del Bari, che lo ingaggiano con un contratto quadriennale. Con la formazione pugliese debutta a 26 anni in Serie B, ma la parentesi non si rivela particolarmente brillante: 6 reti in 52 presenze e, a livello di squadra, una retrocessione in Serie C poi annullata da un ripescaggio. Con i galletti rimane un anno e mezzo, prima di passare in prestito, sempre in Serie B, all'Ascoli, con cui, parzialmente chiuso dal duo Bucchi-Colacone, chiude la stagione con una rete in 12 presenze.
Nel luglio 2005 passa nuovamente in prestito a un'altra società del campionato cadetto, questa volta al neopromosso Rimini. In Romagna ha un avvio di campionato positivo, realizzando tre reti nelle prime due giornate contro Modena (per il primo gol in Serie B dei biancorossi negli ultimi 23 anni) e Catanzaro (doppietta). Chiude il torneo con 8 gol in 35 partite giocate, mentre la squadra ottiene la salvezza all'ultima giornata.
In vista della stagione 2006-2007, Motta scende in Serie C1 trasferendosi alla Pistoiese allenata dal suo ex tecnico ai tempi del Pordenone, Bruno Tedino. Con la maglia arancione torna a essere capocannoniere del proprio girone di C1 realizzando 17 reti, tra cui un poker siglato nel derby contro la Massese in una partita importante per la lotta salvezza. Rimane a Pistoia anche nella stagione successiva, risultando determinante per il raggiungimento della salvezza grazie a 10 gol segnati in campionato più 3 nella doppia sfida play-out contro la Sangiovannese.
Nell'agosto 2008 il Cesena acquista a titolo definitivo Motta dalla Pistoiese. La formazione bianconera, reduce da una retrocessione in terza serie, risale in Serie B dopo un solo anno anche grazie alle 14 reti realizzate dall'attaccante friulano.
Il 10 luglio 2009 approda al Novara attraverso uno scambio che porta Davide Sinigaglia a fare il percorso inverso dal Piemonte alla Romagna. Anche in questa occasione è tra i protagonisti della promozione in Serie B, realizzando 15 gol in 32 presenze, nonostante il tecnico Attilio Tesser lo impiegasse perlopiù come trequartista. Nella stagione successiva, insieme alla squadra azzurra, compie un'altra cavalcata che porta il Novara, da neopromosso, alla promozione in Serie A, con un contributo personale di 8 gol in 37 partite di campionato oltre a 4 gare di play-off, nelle quali però non segna. Tuttavia, Motta non fa parte della rosa partecipante alla Serie A, poiché sul finire della successiva sessione estiva di mercato viene ceduto in prestito alla Triestina, che si apprestava a disputare la Lega Pro Prima Divisione 2011-2012. Con la maglia alabardata segna 5 gol in 30 partite. L'anno seguente fa ritorno al Novara, nel frattempo retrocesso in Serie B, ma in questa parentesi gioca solo 7 partite di campionato senza mai segnare, oltre a due presenze in Coppa Italia.Il 16 luglio 2013 rescinde il suo contratto con il Novara, mentre il 22 luglio seguente parte per il ritiro di Coverciano dei calciatori svincolati sotto l'egida dell'Associazione Italiana Calciatori.
Le sue ultime due parentesi da giocatore sono al Tamai in Serie D e alla Virtus Corno in Eccellenza.

### Allenatore
Inizia la carriera di allenatore nella stagione 2014-2015, guidando per due stagioni la formazione Juniores della Virtus Corno.
Nella stagione 2017-2018 entra nello staff tecnico delle giovanili del Pordenone, ricoprendo prima il ruolo di collaboratore tecnico e poi, da febbraio, di allenatore della Berretti. Nelle stagioni seguenti guida prima l'Under-15 e poi l'Under-14. Nella stagione 2021-2022 passa alla guida dell'Under-17, passando alla squadra Primavera l'anno seguente.

## Palmarès

### Club

#### Competizioni nazionali
- Lega Pro Prima Divisione: 2

Novara: 2009-2010
Cesena: 2008-2009
- Supercoppa di Lega Prima Divisione: 1

Novara: 2010

#### Competizioni regionali
- Coppa Italia Dilettanti Friuli-Venezia Giulia: 1

Virtus Corno: 2014-2015

### Individuale
- Capocannoniere della Serie C1: 2

2002-2003 (23 gol)
2006-2007 (17 gol)